# Lithacodia albitornata
Lithacodia albitornata là một loài bướm đêm trong họ Noctuidae.